# Tsuruhime
Tsuruhime est un nom japonais traditionnel ; le nom de famille (ou le nom d'école), Ōhōri, précède donc le prénom (ou le nom d'artiste).
Tsuruhime (鶴姫) ou Ōhōri Tsuruhime (大祝鶴姫, 1526-1543) est la fille d'Ōhōri Yasumochi, un prêtre en chef du sanctuaire Oyamazumi dans la province d'Iyo. 

## Biographie
Tsuruhime naît en 1526. À cette époque, l'île est sous la menace de la montée en puissance de Ōuchi Yoshitaka de Yamaguchi en provenance du continent (Honshu), et des combats ont lieu entre les Ōuchi et les Kōnō sur l'île de Shikoku, sous la juridiction duquel se trouve le sanctuaire. Deux frères aînés de Tsuruhime sont tués dans de tels conflits. Quand Tsuruhime a 15 ans et que son père décède de maladie, elle hérite de la position de prêtre en chef. Elle est formée depuis l'enfance dans les arts martiaux et lorsque les Ōuchi font d'autres mouvements contre Ōmishima, elle prend en charge la résistance militaire. Elle dirige une armée dans la bataille et repousse les samouraïs Ōuchi à la mer quand ils attaquent Ōmishima en 1541.
Quatre mois plus tard, les envahisseurs sont de retour et alors qu'un général Ōuchi est distrait sur son vaisseau amiral, il est attaqué par Tsuruhime lors un raid. Au début, il se moque de sa présomption, mais Tsuruhime le tue. Elle est suivie par un déluge de horokubiya (bombes sphériques) des alliés de Tsuruhime, lesquelles bombes repoussent la flotte Ōuchi au loin. Deux ans plus tard, à l'âge de 17 ans, elle est de nouveau en action contre une attaque des Ōuchi, mais quand son fiancé est tué au combat, elle se suicide par noyade.